# یوشیهیرو کیکوهیمه
یوشیهیرو کیکوهیمه (انگلیسی: Yoshihiro Kikuhime؛ – ۴ نوامبر ۱۵۹۵) یک زن اشرافی از خاندان اوتومو و همسر اوتومو یوشیمونه بود.